# Knäppupp

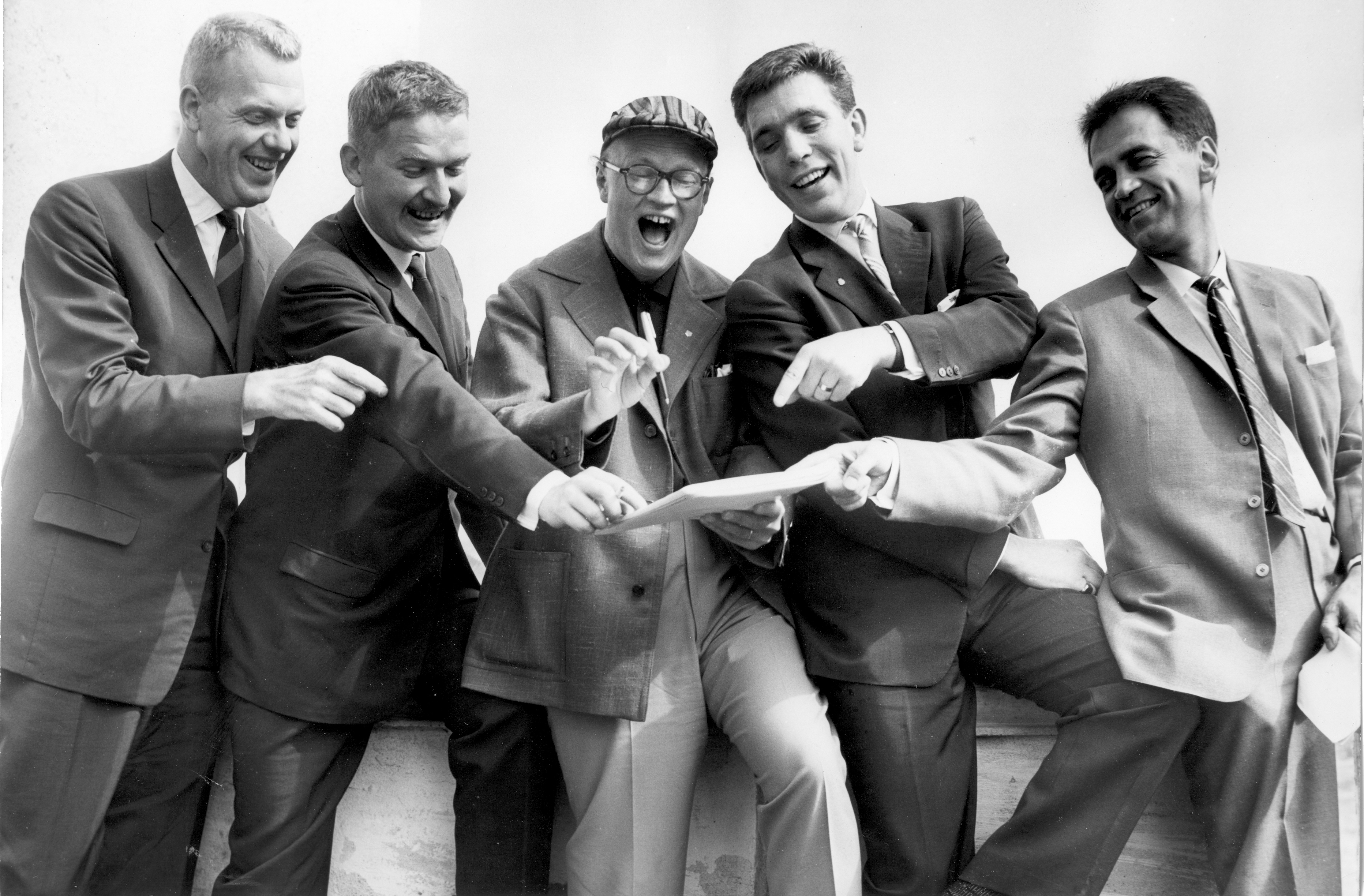
Tage Danielsson, Hans Alfredson, Povel Ramel, Owe Thörnqvist och Felix Alvo inför premiären på I hatt och strumpa 1961.

Knäppupp kan syfta på olika begrepp. 
I bredaste mening handlar det om all den nöjesproduktion – revyer, filmer, skivdistribution av svenska och utländska artister med mera – som skedde under skilda varumärken (bland annat Knäppupp) av bolaget Knäppupp AB, ägt av Povel Ramel och Felix Alvo 1952–1968. För en närmare beskrivning av företagets verksamhet; se Knäppupp AB.
Oftast syftar dock begreppet Knäppupp på de scen- och filmproduktioner som Povel Ramel själv medverkade i, som författare och oftast också medverkande, under perioden 1952–1968. Att 1968 framstår som slutet på en period beror på två omständigheter; att Knäppupps hemmascen Idéonteatern vid Brunkebergstorg revs, och att Felix Alvo lämnade företagets ledning. Knäppupp AB fortsatte dock sin verksamhet även därefter, men nu inriktat enbart på Povel Ramels egna produktioner. 
I begreppets allra snävaste mening syftar Knäppupp på Knäppupp I - Akta huvet, Knäppupp II - Denna sida upp och Knäppupp III - Tillstymmelser (se nedan).

## Historia
Povel Ramel och Per-Martin Hamberg hade arbetat på Radiotjänsts underhållningsavdelning, där Ramel gjorde nyskapande radioprogram som Jakten på Johan Blöth, Föreningen för Flugighetens Främjande, Fyra kring en flygel och Herr Hålms öden och angantyr, där Brita Borg och Martin Ljung medverkade. När svajmastartisten och underhållningsproducenten Felix Alvo kom med ett förslag om samarbete blev resultatet produktionen Akta huvet på Cirkus i Göteborg 1952, där ensemblen utökades med bland andra Maj-Britt Thörn, Gunwer Bergqvist och Oscar Rundqvist. "Vad som helst utom revy", sade Ramel och gav företeelsen namnet Knäppupp. Alvo och Ramel tog 1953 över Odeonteatern vid Brunkebergstorg i Stockholm, vilken döptes om till Idéonteatern. Därefter följde årliga produktioner som vanligen spelades från hösten på Idéon och i cirkustält Sverige runt sommaren efter, fram till 1968, då teatern revs för att Kulturhuset skulle byggas. Ramel var då mogen för verksamhet i annan form, PoW Show med Wenche Myhre och framträdanden med Sven Olsons trio.
Typiskt för Knäppupp var okonventionella grepp som inspirerats av amerikansk crazy-humor, elastiska spelöppningar, där sömngångare, sotare, polarfarare och läkare skojade med publiken redan vid ingången, tokiga infall som Ramels entré via en spänd vajer från andra sidan cirkuslokalen och ett konstgjort regn i finalen "Följ med mej ut i regnet". Särskild inspiration gav scenversionen (originalet) av filmen Hellzapoppin', som Ramel tidigare upplevt på London Palladium. Efter de första åren blev humorn och sketcherna mer konventionella, men många är de sång- och sketchklassiker som härstammar från Ramel och Knäppupp: "Den gamla restaurangtrion", "Naturbarn", "Ester", "Siskorna i björken", "Fat Mammy Brown", "Fingal Olsson" och så vidare Alla 4 (1960) utsåg Povel, Gunwer, Martin, Brita till ett slags kärntrupp medan Dax igen (1962) var en stor och ambitiös jubileumsknäppupp med nya vilda crazy-grepp. De fyra återförenades i Karamellodier på Berns (1972) och i Knäpp igen (1992), som var en jubileumsuppsättning med moderna artister och Wenche plus Brita, Gunwer och Martin som alternerande gästartister. 
Knäppupp var väl under några år definitionen av svensk humor och god musikalisk underhållning. Bolaget var en mastodont i svenskt nöjesliv som producerade såväl teater som filmer och grammofonskivor med alla slags artister, inte bara Knäppupps. På Ideon spelades också Karl Gerhard-revyer, operett med Nils Poppe, gästspel av Danmarks revykung Stig Lommer  och amerikanska musikaler. Ramel skrev det mesta själv men fick också hjälp av Martin Ljung, Yngve Gamlin, Hasse Ekman, Hasseåtage, Beppe Wolgers och många flera för att hålla tältet och teatern välfylld. Senare underhållningsproducenter som Svenska Ord undvek att binda sig lika hårt till en och samma teater och institutionaliserade turnéformer.
Knäppupptältet, åtminstone delar av det, levde vidare när det hyrdes ut till den socialistiska teaterturnén Tältprojektet, som reste runt i Sverige på liknande sätt men med annorlunda avsikter sommaren 1977.[källa behövs]

## Knäppupps scenproduktioner[4]
Här nämns endast de produktioner där Povel Ramel medverkade på scen eller var huvudförfattare. För komplett lista över Knäppupp AB:s scenproduktioner, se Knäppupp AB.
- 1952–1953 Knäppupp I - Akta huvet
- 1953–1954 Djuprevyn 2 meter
- 1954–1955 Knäppupp II - Denna sida upp
- 1955–1956 Spectacle
- 1956–1957 Knäppupp III - Tillstymmelser
- 1958–1959 Funny Boy
- 1960–1961 Alla 4 (turnénamn: Semestersångarna)
- 1961–1962 I hatt och strumpa (turnénamn: Tältside Story - Jubelsensation)
- 1962–1963 Dax igen
- 1963–1964 Ryck mej i snöret (började som turné och hette Nya ryck i snöret i Stockholm)
- 1964–1965 Ta av dej skorna
- 1966–1967 På avigan
- 1968 De sista entusiasterna (turnénamn: Sommarentusiasterna)
- 1969–1970 The PoW show
- 1971–1988 (periodvis) Sven Olsons trio
- 1972 Karamellodier
- 1974 PoW show II
- 1981–1982 Minspiration
- 1988–1989 Tingel Tangel på Tyrol
- 1992–1993 Knäpp igen
- 1996–1997 Kolla klotet
- 2000 Som om inget hade hänt

## Diskografi

### 78-varvare
- Knäppupp på Svensk underhållningsmusik, revyer och film 1900–1960

### LP-skivor
- KLP-serien
- SPO-serien
- KNLP-serien

### EP-skivor och singlar[5]
- KNEP-serien
- KNEP 1000-serien
- 4500-serien
- D-serien
- KN-serien

## Filmografi
- 1954 I rök och dans
- 1955 Afrikafilmen
- 1956 Ratataa
- 1957 Far till sol och vår
- 1958 Den store amatören
- 1959 Sköna Susanna och gubbarna

## Knäppupp-profiler
- Lissi Alandh
- Hans Alfredson
- Felix Alvo
- Birgitta Andersson
- Rolf Bengtsson
- Gunwer Bergkvist
- Brita Borg
- Tage Danielsson
- Lars Ekborg
- Flickery Flies
- Yngve Gamlin
- Stig Grybe
- Cilla Ingvar
- Karl Gerhard
- Lill Lindfors
- Martin Ljung
- Sune Mangs
- Wenche Myhre
- Mille Schmidt
- Anna Sundqvist
- Maj-Britt Thörn
- Beppe Wolgers
- Monica Zetterlund